# Hardy Halama
Hardy Halama (* 5. April 1963 in Berlin) ist ein deutscher Schauspieler und Regisseur.

## Werdegang
Nach der Ausbildung zum Maschinenbauer begann Halama 1986 eine Schauspielausbildung an der Hochschule für Schauspielkunst „Ernst Busch“, die er 1990 erfolgreich beendete.
Von 1990 bis 2003 hatte Halama ein festes Engagement am Staatstheater Cottbus (von 1993 bis 2003 unter der Intendanz von Christoph Schroth). Seitdem ist er sowohl als Schauspieler als auch als Regisseur freischaffend tätig.

## Engagements
- 1990–2003: Staatstheater Cottbus
- 2004/2006: Euro-Studio Landgraf, Tourneetheater
- 2006/2007: Landesbühne Eisleben, Gastrolle
- 2004–2008: Gastrollen Staatstheater Cottbus
- 2008/2009: Eurostudio Landgraf, Tourneetheater
- 2009–2012: Theater des Ostens / Tourneetheater
- 2008–2018: Freiluftspiele Waren/Müritz, Müritz-Saga

## Regiearbeiten
- 2010: Regie Städtische Bühne Lahnstein „Welche Droge passt zu mir“
- 2012: Regie Städtische Bühne Lahnstein „Das kunstseidene Mädchen“

## Rollen (Auswahl)
- 1990: Strafmündig; Rolle: Ted; Staatstheater Cottbus
- 1990: Was heißt hier Liebe; Rolle: Paul; Staatstheater Cottbus
- 1990: Romeo & Julia; Rolle: Romeo; Staatstheater Cottbus
- 1990: Ein Sommernachtstraum; Rolle: Demetrius; Staatstheater Cottbus
- 1991: Nathan der Weise; Rolle: Tempelherr; Staatstheater Cottbus
- 1992: Der Kirschgarten; Rolle: Trofimow; Staatstheater Cottbus
- 1992: Wer hat Angst vor Virginia Woolf; Theater Senftenberg
- 1993: Der Biberpelz; Rolle: Mitteldorf; Staatstheater Cottbus
- 1994: Der Diener zweier Herren; Rolle: Silvio; Staatstheater Cottbus
- 1995: Der Disney - Killer; Rolle: Presley; Staatstheater Cottbus
- 1996: Das geheime Tagebuch des Adrian Mole; Rolle: Adrian Mole; Staatstheater Cottbus
- 1996: Urfaust; Rolle: Valentin; Staatstheater Cottbus
- 1997: Mercedes; Rolle: Sakko; Staatstheater Cottbus
- 1998: Minna von Barnhelm; Rolle: Just; Staatstheater Cottbus
- 1999: Der kaukasische Kreidekreis; Rolle: Schauwa; Staatstheater Cottbus
- 2000: Nachtvögel; Rolle: Joachim; Staatstheater Cottbus
- 2001: Wie es euch gefällt; Rolle: Oliver; Staatstheater Cottbus
- 2002: Gestochen scharfe Polaroids; Rolle: Jonathan; Staatstheater Cottbus
- 2003: Der Auftrag; Rolle: Sasportas; Staatstheater Cottbus
- 2004: Weihnachtsgeschichte; Rolle: Marley´s Geist; Staatstheater Cottbus
- 2005: Democracy; Rolle: Wilke; euro - studio Landgraf
- 2006: Moonlight Serenade; Rolle: Don Haynes; euro - studio Landgraf
- 2006: Der aufhaltsame Aufstieg des Arturo Ui; Rolle: Arturo Ui; Landesbühne Sachsen-Anhalt Eisleben
- 2007: Dreigroschenoper; Rolle: Tiger Brown; Staatstheater Cottbus
- 2007: Pension Schöller; Rolle: Eugen; Staatstheater Cottbus
- 2008: Pakt mit dem Teufel; Rolle: Graf Rechlin; Müritz-Saga
- 2009: Teufel, Pest und fromme Worte; Rolle: Graf Rechlin, Fürst von Ollrogge; Müritz-Saga
- 2009: Highbury Dreams; Rolle: Oscar; Theater Lahnstein/Koblenz
- 2009: Die lustigen Weiber von Windsor; Rolle: Pistol; Theater des Ostens
- 2010: Der Schimmelreiter; Rolle: Detlef Wiens; Theater des Ostens
- 2010: Die Maske fällt; Rollen: Fürst von Ollrogge, Müller von Reggentin; Müritz-Saga
- 2010: Moby Dick; Rolle: Stubb; Theater des Ostens
- 2011: Boeing Boeing; Rolle: Bernard; Theater Lahnstein/Koblenz
- 2011: Wolf von Warentin; Rollen: Trutz von Warentin, Müller Stolzenhagen; Müritz-Saga
- 2012: Die lustigen Weiber von Windsor; Rolle: Schmächtig; Theater des Ostens